# Bodilus angolensis
Bodilus angolensis är en skalbaggsart som beskrevs av Rudolph Petrovitz 1958. Bodilus angolensis ingår i släktet Bodilus och familjen Aphodiidae. Inga underarter finns listade.